# Shingo Mimura
Shingo Mimura (三村申吾, Mimura Shingo, nascido em 16 de abril de 1956), é um político japonês que serviu como governador de Aomori entre 2003 e 2023.

### Artigos relacionados
- Lista de governadores de prefeitura no Japão
- Governador (Japão)
- Aomori